# Catedral de Santa Ana (Belfast)
La Catedral de Santa Ana (St. Anne's Cathedral), también conocida como Catedral de Belfast es un templo religioso de la Iglesia de Irlanda localizada en Donegall St., Belfast, Antrim, en Irlanda del Norte. Es una catedral única en servir a dos diócesis separadas: Connor y Down and Dromore (anglicana y católica respectivamente) a pesar de no ser sede de ninguna de las dos, aunque está situada dentro de la primera diócesis.
En un principio no fue considerada "catedral" en el sentido exacto de la palabra, sino que fue la iglesia-sede del obispo, sin embargo, aparece titulada como tal.

## Historia
El 6 de septiembre de 1899 la Condesa de Shaftesbury colocó la primera piedra de la obra diseñada por el arquitecto Sir Thomas Drew. La antigua parroquia de Sta. Ana diseñada por Francis Hiorne continuaría en uso hasta el 31 de diciembre de 1903, fecha en la que sería reemplazada por la nueva catedral. En un principio se construyó la nave sobre los terrenos de la iglesia tras haber sido demolida. El 2 de junio de 1904, fue consagrada.
A partir de 1924 se construiría el ala oeste como monumento conmemorativo a los fallecidos del Úlster tras servir en la I Guerra Mundial. El 2 de junio de 1925, el Gobernador de Irlanda del Norte, el Duque de Abercorn colocó la piedra angular completando la fachada proyectada por el arquitecto: Sir Charles Archibald Nicholson.
Al mismo tiempo se construyó el cruce central donde se encuentran las localidades del coro. Posteriormente fueron añadidos el baptisterio y la capilla del Espíritu Santo con sus frescos representando a San Patricio.
En 1935 fue enterrado en la nave lateral sur el líder unionista Edward Carson, fallecido en el transcurso de la crisis del Home Rule. En 1941 la catedral sufrió importantes daños a causa de una bomba alemana. En 1955 empezó la construcción del ambulatorio en la sala este. Dichas obras tenían como objetivo finalizar en 1959, sin embargo duró diez años más hasta que se hizo posible trabajar en los transeptos norte y sur. El Conflicto de Irlanda del Norte y la inflación conllevó a largos retrasos y problemas de financiación.
En el transepto sur se encuentran la capilla Unitaria y la sala del órgano mientras que en el norte se puede observar una gran cruz celta diseñada por John MacGeagh en el exterior. En 1981 se incluyó en la obra la capilla del Real Regimiento del Rifle del Úlster. 
En abril de 2007 se instaló una espiral de acero inoxidable de 40 metros en lo alto de la catedral. Llamada "la Espiral de la Esperanza", la estructura se ilumina de noche y es parte del programa de desarrollo del distrito.